# Graduał raciborski

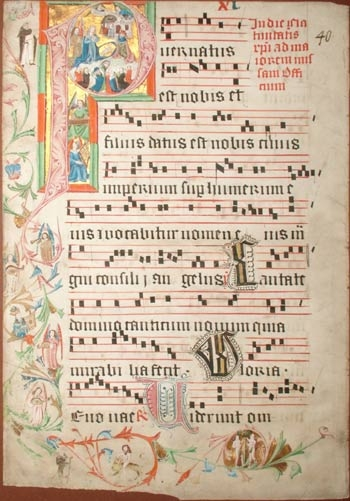
Jedna z odzyskanych kart

Graduał raciborski – księga liturgiczna powstała w nieznanej pracowni na przełomie XV i XVI w. dla klasztoru Dominikanów w Raciborzu. Stanowił unikatowy w skali Śląska przykład malarstwa książkowego z tego okresu. Graduał składał się ze 166 kart, w tym 19 bogato zdobionych. Zaginął w 1945 roku w niewyjaśnionych okolicznościach. Dwie karty graduału odnaleziono w listopadzie 2004 roku na aukcji w Londynie i sprowadzono w czerwcu 2005 roku do raciborskiego muzeum.
Do czasu sekularyzacji klasztoru w 1810 graduał znajdował się w klasztornej bibliotece, później trafił do skarbca kościoła farnego, gdzie przechowywany był aż do zaginięcia. W listopadzie 2004 na dwie karty księgi natrafiła Dorota Gabryś z Państwowych Zbiorów Sztuki na Wawelu. Były one wystawione na aukcji domu aukcyjnego Sotheby’s, podpisane jako pochodzące z graduału oświęcimskiego. Informacją o interesującym przedmiocie wystawionym na aukcję podzieliła się z Januszem Spyrą z Muzeum Śląska Cieszyńskiego. Ten jednak miał wątpliwości co do pochodzenia kart, którymi podzielił się z Jerzym Gorzelikiem i Bogusławem Czechowiczem. Ci, opierając się na danych z książki Ernsta Klossa Die Schlesische Buchmalerei des Mittelalters, w której znajdował się szczegółowy opis każdej ze stron raciborskiego manuskryptu zidentyfikowali dzieło jako graduał z Raciborza. O znalezisku poinformowano polskie Ministerstwo Spraw Zagranicznych, które wstrzymało aukcję i rozpoczęło starania o odzyskanie zabytku. Po negocjacjach, 20 czerwca 2005, karty powróciły do Raciborza, gdzie zostały uroczyście zaprezentowane i zdeponowane w muzeum.
Odnalezione karty należą do tych 19, które były bogato zdobione. Pierwsza z nich ozdobiona jest wicią roślinną. Przedstawiony jest na niej klęczący przed Madonną z Dzieciątkiem Mieszko II Otyły. Nad jego głową widać złotego górnośląskiego piastowskiego orła na niebieskiej tarczy. Za księciem stoi giermek trzymający hełm Mieszka. Powyżej namalowane są postacie Izaaka i Mojżesza. Na drugiej karcie w literę P wpisana jest scena adoracji Dzieciątka Jezus przez Marię i św. Józefa, a także, prawdopodobnie, Mieszka II Otyłego wraz z rodziną. Poniżej namalowane zostały muzykujące anioły, król Dawid, a na dole po prawej stronie Adam i Ewa.
Ilustracje raciborskiego graduału noszą wyraźne znamiona historyzmu. Przedstawieni na nich książęta Mieszko II Otyły i Władysław opolski żyli w XIII w. i byli dobrodziejami raciborskich dominikanów. Przypomnienie o ich roli na początku XVI w. miało uświadomić małoletnim książętom Mikołajowi, Janowi i Walentynowi ciążące na nich obowiązki opieki nad klasztorem.